# Leo albus
Leo albus nebo Leo Albus (v překladu z latiny bílý lev) je kamenná socha ležícího lva z první poloviny 13. století ve Spišské Kapitule, která je nejstarší románskou kamennou plastikou na území dnešního Slovenska. Sochu zhotovil pravděpodobně místní umělec z travertinu. V průběhu staletí se její umístění několikrát změnilo. Nejprve byla socha umístěna venku před dnes již neexistujícím jižním portálem, později před jednou z kanonií, v současnosti je umístěna v lapidáriu katedrály svatého Martina ve Spišské Kapitule.

## Popis
Leo albus je socha ležícího lva bez hřívy s otevřenou knihou mezi tlapami. Socha dostala název bílý lev podle travertinu, který má převážně bílou barvu, proporce lvího těla jsou naznačeny v nízkém reliéfu, zejména v oblasti tlamy. Jeho jednoduchost svědčí o práci místního umělce, což může být také svědectvím o tom, jak si lva představovali místní obyvatelé. Původní funkce a umístění byly interpretovány různými způsoby. Motiv knihy naznačuje, že jde o symbol evangelisty Marka. Právě Markovo evangelium začíná vyprávěním o službě Jana Křtitele na poušti, jehož je lev symbolem.
Motiv lva v křesťanské mystice symbolizuje vítězství křesťanství nad pohanstvím. To může naznačovat, že socha byla určena do interiéru chrámu. Jiné teorie však naznačují, že vznik sochy přímo souvisel s architekturou chrámu nebo s výzdobou jižního portálu či některé z kaplí. Existuje hypotéza, že šlo o dvojici lvů umístěných před portálem, jak tomu bylo podle jiných soudobých návrhů v oblasti německy mluvících zemí nebo na území dnešního Chorvatska či České republiky. Dobrým příkladem pro srovnání jsou tzv. kouřimští lvi v kostele svatého Štěpána v Kouřimi (první třetina 13. století, dnes Národní muzeum v Praze) nebo dvě sochy lvů před portálem kláštera Porta coeli v Předklášteří u Tišnova, jejichž umělecká hodnota a kvalita je na hony vzdálená stylizované podobě Leo alby. Motiv sochy lva byl pravděpodobně převzat z románského sochařství v Itálii, odkud se rozšířil dále do střední Evropy. Dochovaným příkladem z maďarského prostředí je lev z portálu (tzv. porta speciosa) ostřihomské katedrály (cca 12. století). Při archeologickém výzkumu v roce 2006 u rotundy Dvanácti apoštolů v Bíně byl objeven fragment horní části lva (počátek 13. století), který byl pravděpodobně součástí dvojice lvů před portálem bývalého premonstrátského kláštera (dnes kostel Nanebevzetí Panny Marie). Hlavní zdroj motivu pochází z raně křesťanského umění, které se inspirovalo bohatými předlohami starořímského umění..
Leo albus je v literatuře uváděn jako jeden z mála příkladů románské kamenické práce na území dnešního Slovenska. Datování sochy bylo spojováno s výstavbou katedrály svatého Martina ve druhé polovině a možná i ve třetí čtvrtině 13. století. Novější práce datují sochu do první třetiny 13. století. Nové poznatky z výzkumu potvrzují i její umístění na podstavci u jižního portálu. Umístění sochy je stále předmětem vědeckých diskusí. Až do 70. let 20. století byl Leo albus umisťován před kaplí č. 15. Později byla socha přemístěna do přízemí katedrály poblíž severního portálu. Po výzkumných a restaurátorských pracích v letech 2009–2013 byla socha umístěna do druhého patra v lapidáriu katedrály svatého Martina. V roce 2009 vydala Slovenská pošta poštovní známku v nominální hodnotě 0,50 € s vyobrazením Lea albuse, jejímiž autory jsou Petr Uchnár a Mgr. Petr Biľak.

## Galerie

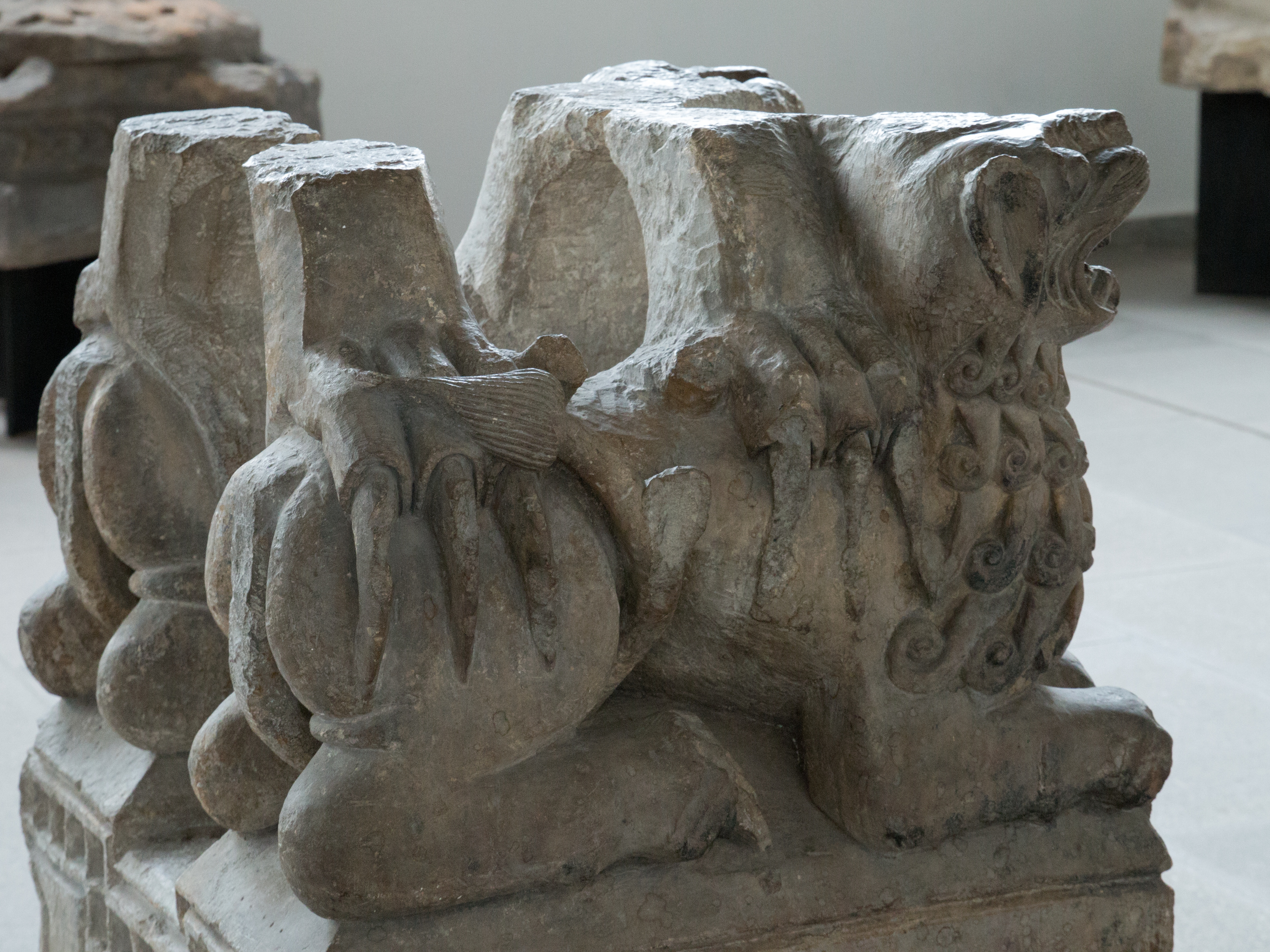
Tzv. kouřimští lvi (původně součást kazatelny či křtitelnice pravděpodobně v kostele sv. Jiří na kouřimském hradišti, objevená u kostela sv. Štěpána v Kouřimi), 1. třetina 13. století, originál v lapidáriu Národního muzea, Praha
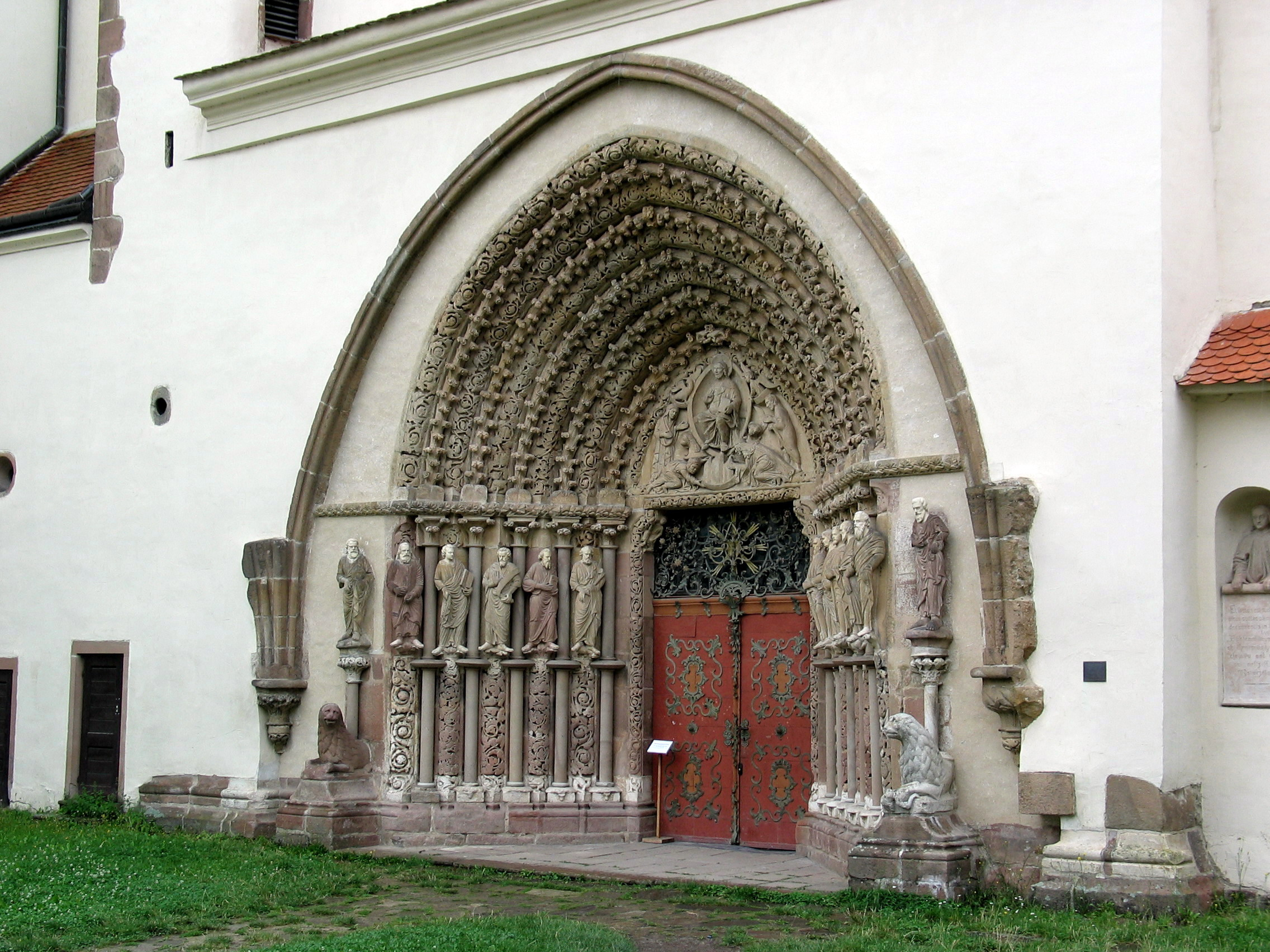
Dvojice lvů před gotickým portálem kláštera Porta coeli, Předklášteří u Tišnova, Česká republika.
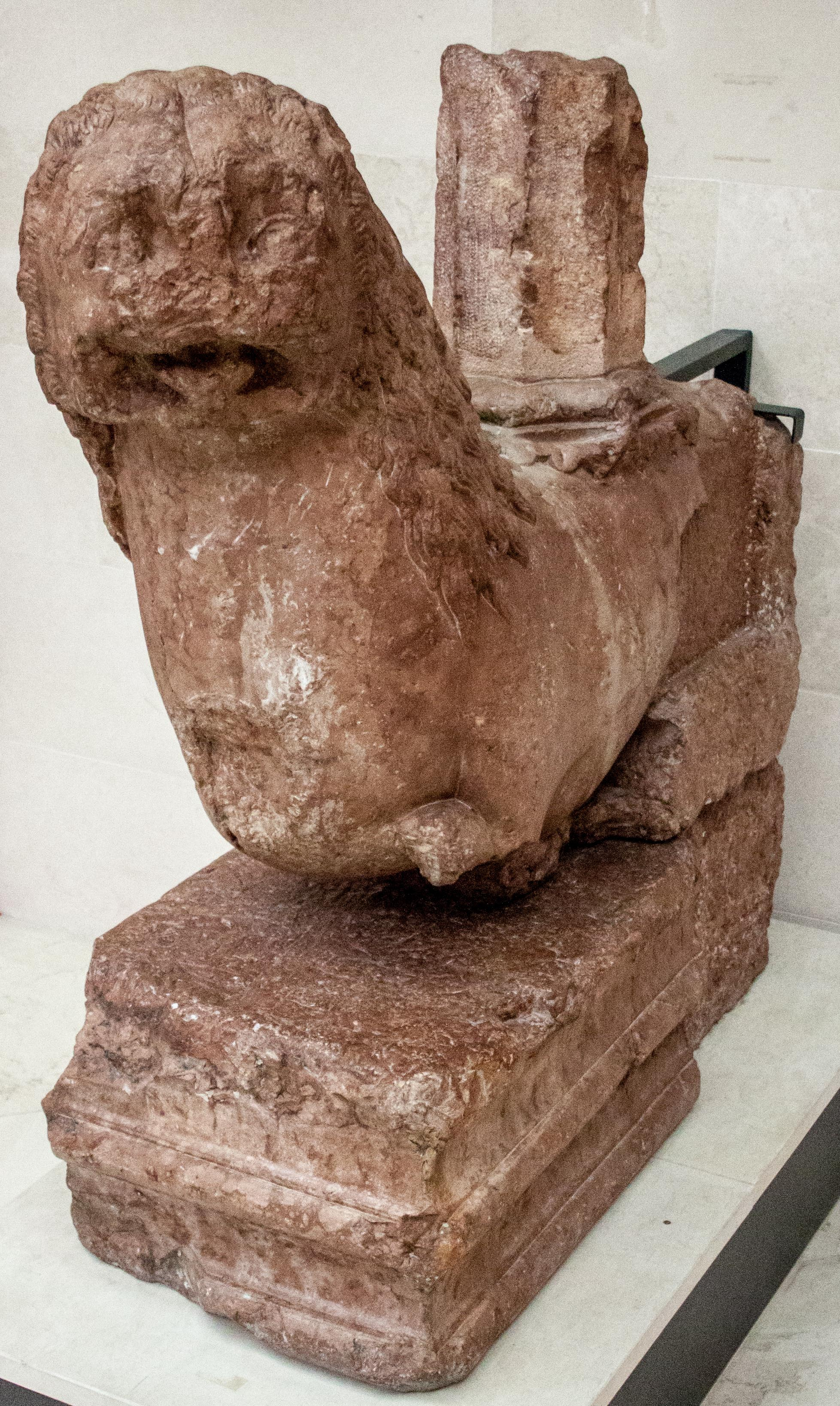
Lev z portálu (tzv. porta speciosa) ostřihomské katedrály, 12. století, Magyar Nemzeti Múzeum, Budapešť
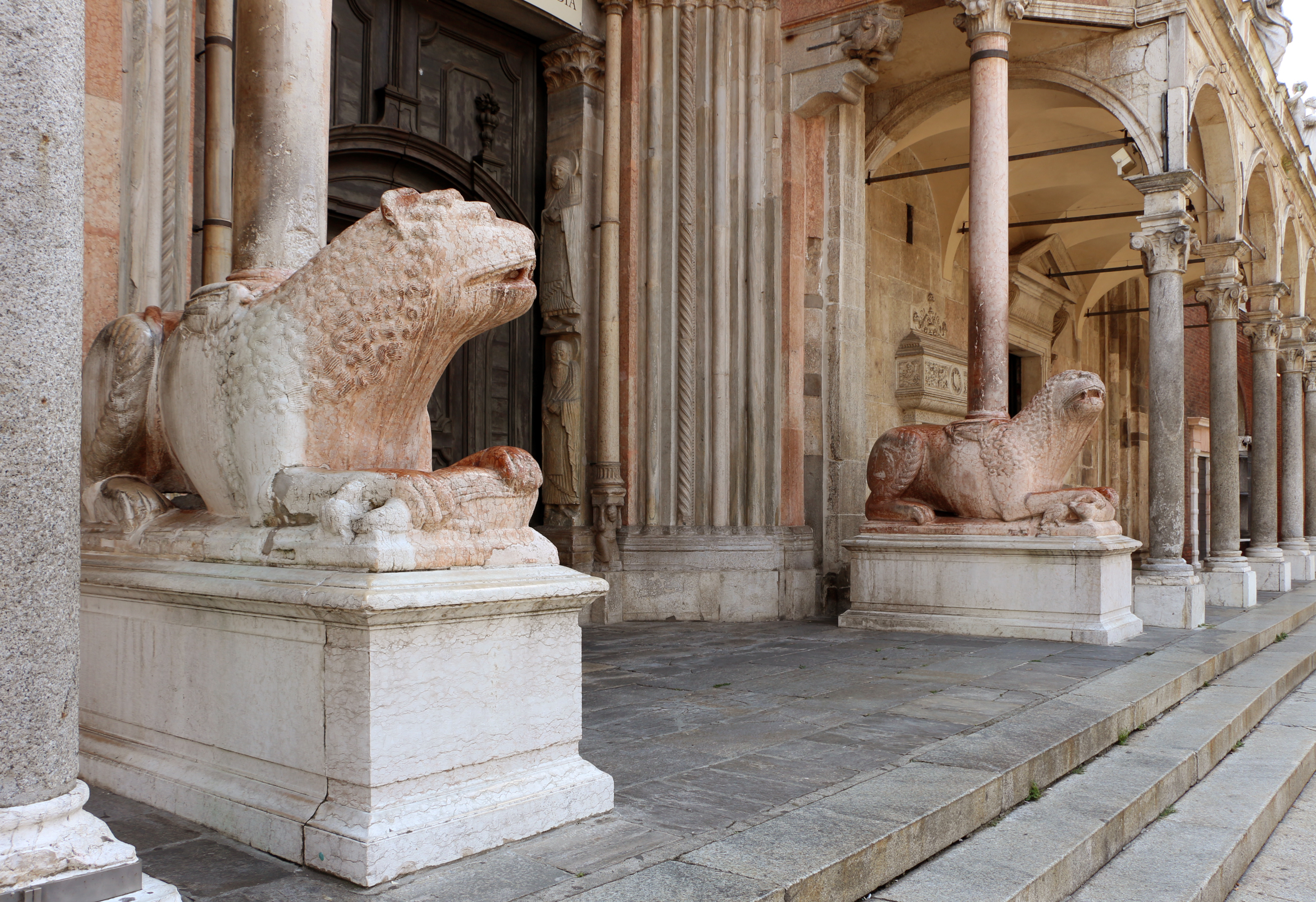
Lvi před vchodem do katedrály (portikus stylosforos), pravděpodobně 13. století, katedrála Nanebevzetí Panny Marie, Cremona, Itálie